# ژوزفین دو مو
ژوزفین دی مو (به انگلیسی: Joséphine de Meaux) (زاده ۲۳ ژانویه ۱۹۷۷) بازیگر فرانسوی است.
از فیلم‌های معروف او می‌توان به فیلم‌های ظرافت و چه کسی بامبی را کشت؟ اشاره کرد.